# Cerro del Azufre
Cerro del Azufre je neaktivní stratovulkán, nacházející se v centrální části Chile, blízko hranic s Bolívií. Masiv sopky je tvořen převážně andezity, nachází se na severním okraji starší, pleistocenní sopky Cerro Aguilucho. Na severním a východním svahu se nachází několik lávových dómů dacitového složení, erupce dómů na východní straně byly datovány na holocén.